# Allaire
|  | Per a altres significats, vegeu «James Peter Allaire». |

Allaire (francès) o Alaer (bretó) és un municipi al departament d'Ar Mor-Bihan a la regió francesa, de Bretanya, L'any 2006 tenia 3.487 habitants. Limita amb els municipis de Saint-Perreux, Saint-Jean-la-Poterie, Rieux, Saint-Dolay, Béganne, Saint-Gorgon i Saint-Jacut-les-Pins.

## Demografia
|      |       | 1851 | 2 149 | 1896 | 2 374 | 1954 | 2 052 |
| 1794 | 2 015 | 1856 | 2 127 | 1901 | 2 326 | 1962 | 2 103 |
| 1800 | 2 070 | 1861 | 2 185 | 1906 | 2 393 | 1968 | 2 219 |
| 1806 | 2 106 | 1866 | 2 252 | 1911 | 2 320 | 1975 | 2 394 |
| 1820 | 1 891 | 1872 | 2 300 | 1921 | 2 179 | 1982 | 2 686 |
| 1831 | 2 029 | 1876 | 2 283 | 1926 | 2 165 | 1990 | 2 990 |
| 1836 | 2 018 | 1881 | 2 379 | 1931 | 2 119 | 1999 | 3 188 |
| 1841 | 1 975 | 1886 | 2 373 | 1936 | 2 096 | 2006 | 3 278 |
| 1846 | 2 126 | 1891 | 2 358 | 1946 | 2 155 |      |       |

## Alcaldes
| Període   | Identitat          | Partit |
| --------- | ------------------ | ------ |
| 1945-1971 | M.H. Le Lievre     |        |
| 1971-1995 | René Le Coustumer  |        |
| 1995-2008 | Daniel Baron       | PS     |
| 2008-     | Jean-François Mary |        |